# Miami Vice
Miami Vice ist eine US-amerikanische Fernsehserie. Zwischen 1984 und 1989 wurden in fünf Staffeln insgesamt 113 Episoden produziert. Sie gilt als eine der populärsten Serien der 1980er-Jahre.

## Handlung
Hauptpersonen der in Miami (Florida, USA) spielenden Serie sind die beiden verdeckt arbeitenden Polizisten des „Metro-Dade Police Departments“, James „Sonny“ Crockett, Deckname Sonny Burnett, und Ricardo „Rico“ Tubbs, Deckname Ricardo Cooper. Sie jagen vor allem Drogenhändler, Waffenschmuggler und Geldwäscher in und rund um Miami. Neben den beruflichen Fällen erleben die Protagonisten im Laufe der Serie einige private Rückschläge, weshalb die Serie oftmals als dramatisch angesehen wird.

## Figuren
James Sonny Crockett ist ein Polizeibeamter mit zehnjähriger Erfahrung bei der Polizei in South Florida. Er wuchs in Südflorida auf und verbrachte seine Jugend mit seinem älteren Bruder Jake Crockett und seinem Cousin Jack Crockett. Er war als Soldat im Vietnamkrieg. Sein Vater starb 1968.
Crockett spielte für die American-Football-Mannschaft der University of Florida. Eine professionelle American-Football-Karriere wurde allerdings durch eine Knieverletzung verhindert, die Crockett ab und zu in der Serie erwähnt. Sein Haustier, der Alligator Elvis, war ursprünglich das Maskottchen des Florida-Teams. Doch als der einen Spieler biss und man drohte, den Alligator zu töten, nahm Sonny das Tier bei sich auf und hält es seitdem – angekettet – auf seiner Segelyacht. Crockett ist geschieden und Vater eines zu Beginn der Serie sechsjährigen Sohnes.
Ricardo Tubbs arbeitete ursprünglich in New York beim Raubdezernat, sein Bruder Rafael beim Drogendezernat. Bei einem Undercovereinsatz wurde sein Bruder von einem Gangster erschossen, dem Rico nach Miami folgte. Dort traf er auf den Südstaatler Sonny Crockett, der bei Miami Vice arbeitet und denselben Verbrecher verfolgte.
Lt. Castillo ist der Vorgesetzte der beiden; er tritt in der Folge „Unter Haien“ der ersten Staffel die Nachfolge von Lt. Lou Rodriguez an. Er war lange in Südostasien als Ermittler tätig; in mehreren Folgen verwickeln sich Fälle in Miami mit seiner asiatischen Vergangenheit. Er leitet das Dezernat mit strengen Vorsätzen und Regeln, stellt aber die Gerechtigkeit immer in den Vordergrund.
Gina Calabrese ist ein weiteres Mitglied von Miami Vice. Ihre Kollegin und Freundin ist Trudy Joplin. Zu Beginn der Serie hat Gina eine Affäre mit ihrem Kollegen Sonny Crockett.
Stanley Switek bildet ein Team mit Larry Zito. Die beiden sind auf Beschattungen jeder Art spezialisiert und fahren dabei öfter mit einem als Schädlingsbekämpfungsfahrzeug getarnten Lieferwagen, bis Zito in der dritten Staffel durch eine zwangsweise verabreichte Überdosis Heroin ermordet wird.

## Stil

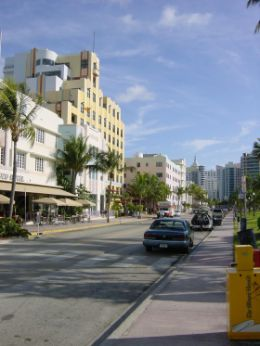
Miami Beach, Ocean Drive im Art-déco-Viertel

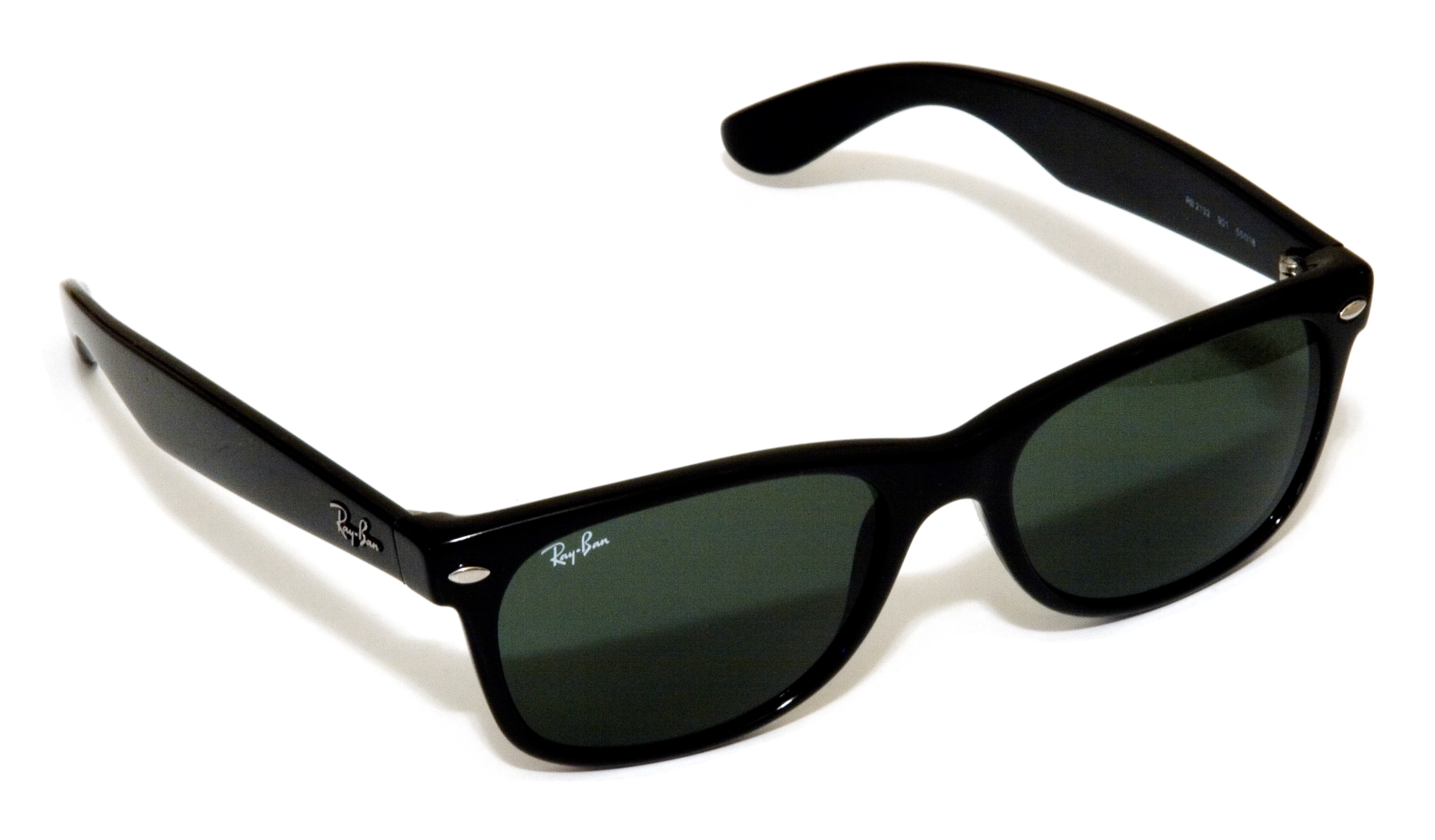
Ray Ban Wayfarer-Sonnenbrille

### Stilelemente
Die Serie galt als trend- und stilweisend sowohl in der Ausstattung als auch in der filmischen Umsetzung der Drehbücher. Harte Schnitte und schnelle Bildfolgen, Sequenzen in Zeitlupe und überlange Einstellungen von Gesichtern; pastellfarbene Beleuchtung und Kulissen oder auch mit kaltem Leuchtstofflampenlicht grell ausgeleuchtete Szenen erinnerten vielfach an die damaligen Videoclips der Musiksender.
Miami Vice hatte einen großen Einfluss auf die Entwicklung der Männermode in der zweiten Hälfte der 1980er Jahre und prägte den „weißes T-Shirt unter Armani-Sakko“-Stil, der insbesondere bei Don Johnson zu sehen war. Die beiden Hauptfiguren wurden mit pastellfarbenen Sakkos, Lederslippern ohne Socken, den Wayfarer-Sonnenbrillen von Ray Ban und italienischen Sportwagen (Ferrari) ausgestattet.

### Typischer Stil
Die Metropole Miami und der vorgelagerte Küstenort Miami Beach werden in der Serie meistens von der besten und passendsten Seite gezeigt. Dadurch wurde das Flair des sonnigen Südens noch mehr verstärkt. Einen spannungsreichen Kontrast bilden jedoch immer wieder Bilder der Rotlichtviertel und Industriebrachen. Zu den meistgezeigten Schauplätzen gehören unter anderem der weltberühmte Ocean Drive mit dem angrenzenden Strand in Miami Beach und das Art-déco-Viertel. Man zeigt dieses Viertel deshalb so oft, weil es stilistisch und farblich mit der Mode, die in der Serie gezeigt wird, übereinstimmt. Wie schon erwähnt, zog man die Hauptfiguren mit edler Markenkleidung an. Insbesondere Sonny Crockett trägt in den ersten Staffeln (fast) ausschließlich pastellfarbene T-Shirts und Anzüge. Es dominieren vor allem die Farben Pastellblau, Blassblau, Rosa, Weiß, Gelb, (Pastell-)Grün und batikartige Muster (erst in späteren Staffeln). Die Hemden sind oft Tank Tops oder Poloshirts, haben meist eine Knopfleiste, aber keinen Kragen.
Sonny Crockett trägt sie unter seinem Sakko. Ab dem Zeitpunkt, zu dem die Serie sehr erfolgreich wurde, wurden sogar oft die Hintergründe umgefärbt, damit sie zur Kleidung der Hauptpersonen passen. Die NZZ schrieb 2006 scherzhaft: „wie Dressmen in einem Werbespot für Kokain“ (Andreas Maurer).
Zu Sonny Crocketts Erscheinung gehören auch eine Vielzahl von Sonnenbrillen, wie zum Beispiel die Wayfarer der Marke Ray Ban. Dieses Modell kam erstmals 1952 auf den Markt und wurde von berühmten Persönlichkeiten, unter anderem von John F. Kennedy, Bob Dylan und Audrey Hepburn, getragen. In der dritten Staffel trägt er eine schwarze Sonnenbrille der Marke Persol, Modell 69218. Allerdings kommt man in der 4. und 5. Staffel wieder auf die Wayfarer zurück. Ricardo Tubbs trägt meistens eine der Marke Porsche Design. Als Armbanduhren kamen Modelle der Marken Rolex und Ebel zum Einsatz.
In der 3. Staffel ändert Michael Mann den Stil von Miami Vice. Da die Gefahr bestand, dass die Serie zu ihrer eigenen Kopie werde, änderte man stilistisch einiges ab. Die Farben wurden teilweise dunkler und nicht mehr so pastelllastig. Man sieht Sonny Crockett oft mit grünen und türkisen Shirts oder Sakkos sowie schwarzen Bundfaltenhosen. Es werden auch sehr oft kurze Jacken (auch Spenzer genannt) getragen.
In der 4. Staffel kommt man allerdings stilistisch wieder auf die Anfänge zurück, da die 3. Staffel viele Fans modisch enttäuschte. Vor allem die Farben Weiß, Grau, Gelb und Blau dominieren sowie Shirts mit Batik-Mustern. Sonny Crockett trägt längere Haare, Ricardo Tubbs einen Vollbart.

### Der Einfluss des Neo-Noir-Genres
Die Serie steht unter starkem Einfluss des Genres Neo-Noir. Typisch für das Genre und deutlich in vielen Miami-Vice-Folgen zu sehen sind die Licht-Schatten- und Hell-Dunkel-Effekte, asymmetrische oder ungewöhnliche Szenenbild-Gestaltungen und Kameraperspektiven sowie Handlungsstränge, die sich mit dramatischen Ereignissen der Vergangenheit befassen, die die Protagonisten erneut in ihren Bann ziehen.
Besonders in den 1980er Jahren kam dieser Stil wieder auf, auch bei Serien. Durch den Einfluss von Neo-Noir versucht man, manche Szenen zu verstärken und ihnen Emotionen zu verleihen.
Michael Mann, Executive Producer der Miami-Vice-Serie, gilt als einer der prominentesten Vertreter des Neo-Noir. Anklänge dieses Genres lassen sich auch vielerorts in seinen Kino-Produktionen finden, wie etwa in Der Einzelgänger, Blutmond und Heat, bei welchen er auch Regie führte.

## Musik

### Jan Hammer
Die Titelmusik Miami Vice Theme vom Musiker Jan Hammer schaffte es auf Platz 1 der US-Singlecharts. Hammer wurde durch Miami Vice populär. Er spielte selbst auch in einigen Folgen kleinere Rollen. 1987 erreichte Hammers Titel Crockett’s Theme in einigen Ländern Europas die Top 5.
Insgesamt wurden während der Laufzeit der Serie drei reguläre Soundtrack-Alben mit diverser Musik aus Miami Vice veröffentlicht. Hinzu kamen zwei Alben von Jan Hammer: Escape from Television (1987) und Snapshots (1989).
Die von Hammer produzierten Songs in Miami Vice waren: Miami Vice Theme, Crockett’s Theme, Crockett’s Return, Flashback, Airport Swap, Boat Party, Candy, New York Theme, Chase, Evan, The Talk, Clues, Payback, Colombia, Cool Runnin, El Viejo Mix, Gina, Golden Triangle, Incoming, Last Flight, Tubbs and Valerie, Night Talk, Rain, Russian Story, Lombard Trial, Marina, One Way Out, Poem, Rum Cay, Rico’s Blues, Runaround, Shadow in the Dark, Stone’s War, Texas Ranger, The Trial and the Search, The Great Boat Race, Theresa, Turning Point, Voodoo Dance und Wedding
Weitere Stücke wurden von Jan Hammer nie veröffentlicht, erschienen jedoch als Coverversionen.

### Tim Truman
Truman war der zweite wichtige Komponist der Serie. Er komponierte die instrumentale Musik der 5. Staffel. Einige Stücke Trumans, die in der Serie verwendet werden, erschienen nie außerhalb von Miami Vice.
Einige von Trumans Stücken, die in Miami Vice verwendet werden, sind: Sonny Can’t Remember, Boy Blows Up, Borrasca, Dope in The Bag, Hard Knocks, Helicopter, Innocent Bystander, Last Piece Of MV, Limo Blows Up und Money On The Table.

### Andere Musiker und Komponisten
Neben Jan Hammer trugen zahllose namhafte Rock- und Pop-Größen der damaligen Zeit ihren Teil zu Miami Vice bei. Viele bekannte Musiktitel fanden sich in der Serie wieder. Bekannte Popstars, die Musik zur Serie beitrugen, waren unter anderen: Brian Eno, Chris de Burgh, Depeche Mode, Phil Collins (der 1986 selbst in der Folge „Phil the Shill“, deutsch „Phils Tricks“ als skurriler Showmaster mitspielte), Billy Idol, Frankie Goes to Hollywood, The Hooters, Tina Turner, Yello, U2, Peter Gabriel, Deep Purple, The Who, Public Image Ltd, Dire Straits, Russ Ballard, Bryan Ferry, Billy Ocean, Glenn Frey, John Waite, Aerosmith, INXS, DeBarge, Fleetwood Mac, Rockwell (Kennedy William Gordy), Cyndi Lauper, Sly & Robbie, The Rolling Stones, Amy Grant, Wang Chung, Lionel Richie, Go West, Foreigner, Steve Jones, Andy Taylor, Thinkman, Alan Parsons Project, Corey Hart, Peter Cetera, Madonna, Joe Cocker, Rod Stewart, The Church, Robert Plant, Terry Kath, Genesis, M/A/R/R/S, Meat Loaf, Godley & Creme, Simply Red, Black Uhuru, Lee Perry, Bon Jovi, Eric Clapton, Gato Barbieri und The Power Station.

## Produktion

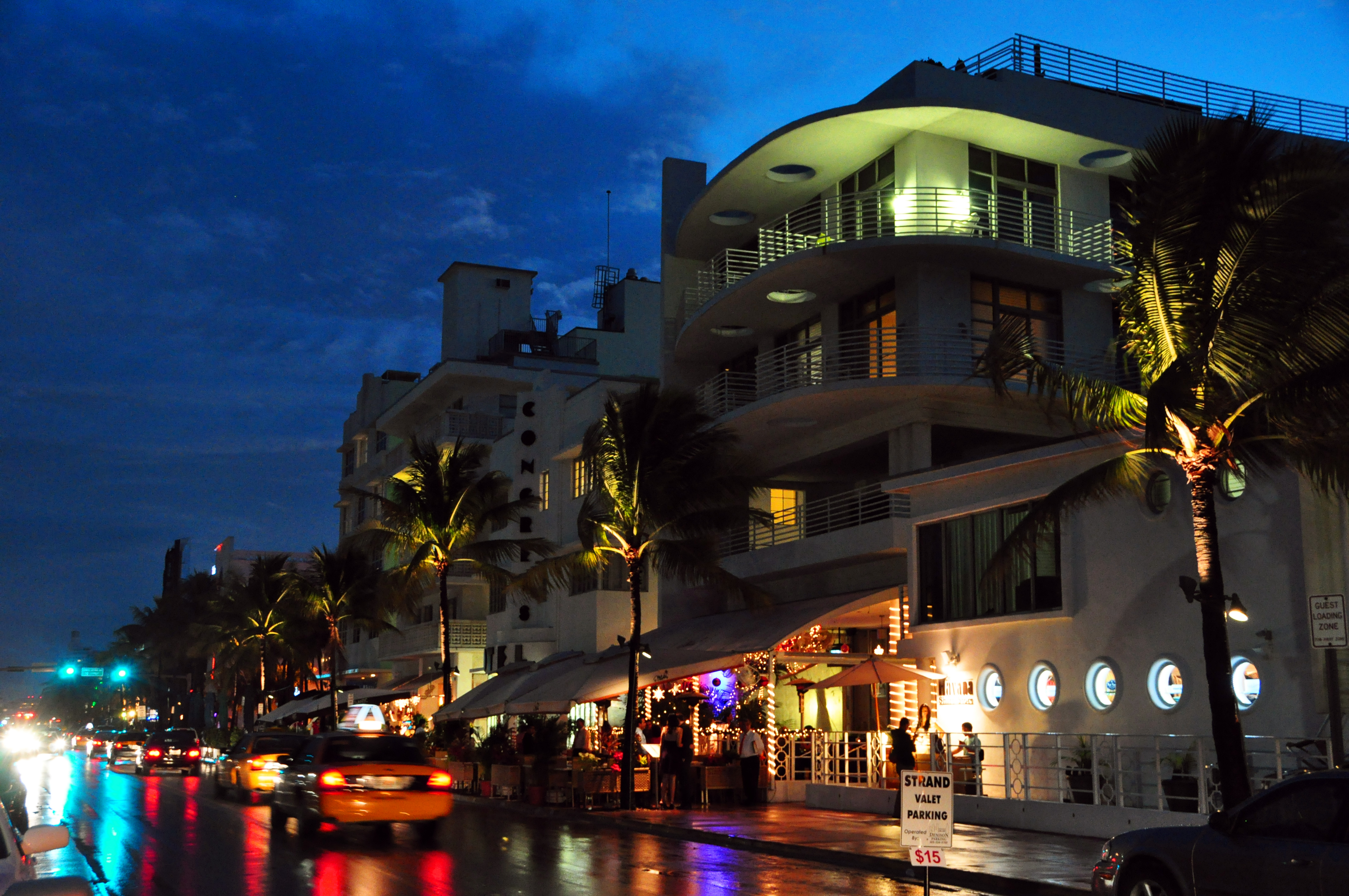
Oft als Drehort verwendet: South Beach

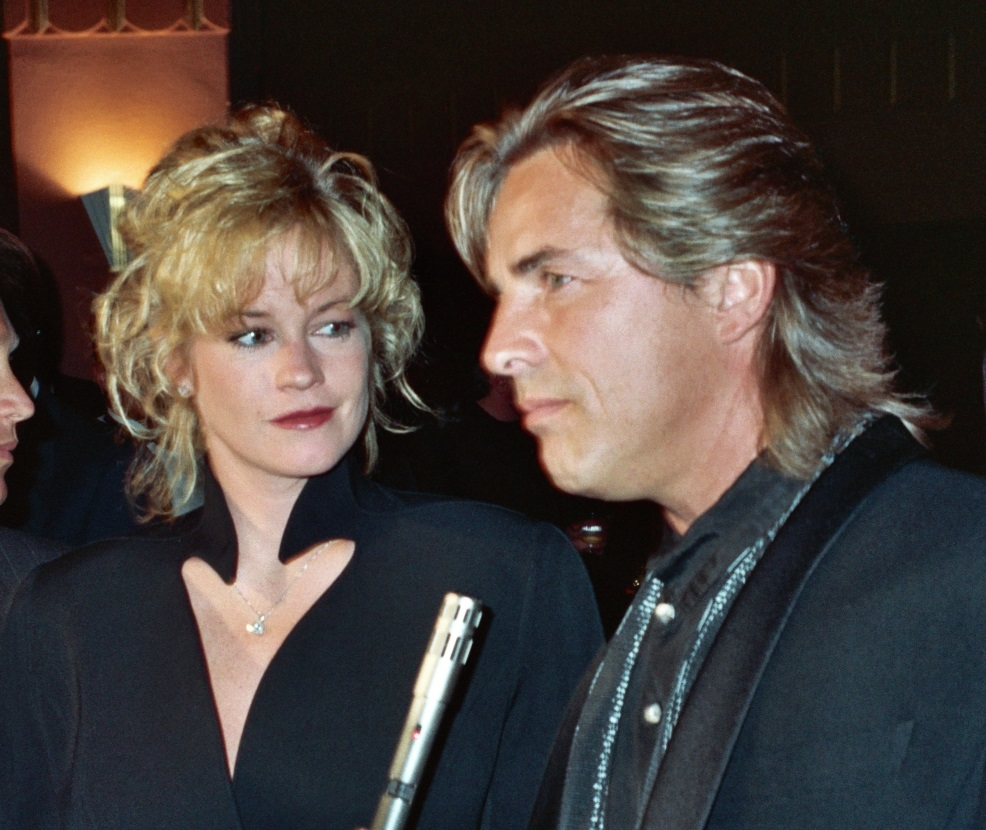
Miami-Vice-Star Don Johnson mit seiner späteren Ehefrau Melanie Griffith (1990), die einen Gastauftritt in der Serie hatte

### Produzenten
Die Serie wurde von Anthony Yerkovich entwickelt, der auch als Produzent fungierte; daneben war Michael Mann als ausführender Produzent tätig und in dieser Eigenschaft unter anderem maßgeblich verantwortlich für das visuelle Design der Serie. Spätere co-ausführende Produzenten waren George Geiger, Dick Wolf, Robert Ward und Richard Brams.

### Drehorte
Die meisten Folgen von Miami Vice wurden in South Beach, einem Gebiet in Miami Beach, gedreht.

### Gaststars
Viele Schauspieler, Musiker und andere Prominente spielten Gastrollen in Miami Vice, teilweise sehr bekannte wie:
- James Brown
- Leonard Cohen
- Phil Collins
- Miles Davis
- Brian Dennehy
- Sheena Easton
- Glenn Frey (Eagles)
- Pam Grier
- Melanie Griffith
- Isaac Hayes
- Lee Iacocca
- Don King
- Eartha Kitt
- Gordon Liddy
- Ian McShane
- Willie Nelson
- Ted Nugent
- David Rasche
- Gene Simmons (Kiss)
- George Takei
- Frank Zappa
- John Taylor (Duran Duran)
- Denise Matthews

Es traten auch eine Reihe zur Zeit der Produktion noch weniger bekannte Gastdarsteller auf:
- Suzy Amis
- Helena Bonham Carter
- Annette Bening
- Steve Buscemi
- Dennis Farina
- Fiona (Sängerin)
- Laurence Fishburne
- Bob Gunton
- Iman
- Nathan Lane
- Michael Madsen
- Viggo Mortensen
- Liam Neeson
- Ed O’Neill
- Bill Paxton
- Ron Perlman
- Ving Rhames
- Julia Roberts
- Chris Rock
- Ben Stiller
- Kyra Sedgwick
- Wesley Snipes
- Benicio del Toro
- Bruce Willis
- Eric Bogosian
- Dan Hedaya
- John Turturro
- Paul Guilfoyle
- Giancarlo Esposito
- Jimmy Smits
- Stanley Tucci
- Lou Diamond Phillips

## Kritik
Kritiker der Serie führen an, dass ein stilsicheres optisches Design, die Vermittlung eines bestimmten Lebensstils und Produktplatzierung für Luxusgüter den Machern wichtiger waren als eine gut ausgearbeitete realistische Handlung und Charaktere. Hier wurde auch vom Phänomen „style over substance“ gesprochen. Das Beispiel Miami Vice hat unter diesem Tenor vereinzelt Einzug in die (deutsche) Marketing-Fachliteratur gehalten.
Die Hörzu schrieb über den Pilotfilm:

„Die Handlung ... entpuppte sich schnell als ein vertrautes Räuber-und-Gendarm-Spiel. Der Reiz der Sendung liegt vielmehr in ihrem Tempo, in ihrer Musik und ihrer perfekten Farbdramaturgie. Streckenweise mutet Miami Vice wie ein langgezogenes Musik-Video an, das seine Geschichte mehr durch Bilder und Gesten erzählt als durch schlüssige Handlung und ausgefeilte Dialoge. Das wird Jugendlichen zusagen, dieser rasante und knallige Ablauf der Bilder zu aggressiver Musik. Fast ein Comic also. Nur, Comics sind zum schnellen Verzehr gedacht. Für eine Serie, die den langen Atem (24 Folgen) braucht, kann das natürlich gefährlich sein.“

## Ausstrahlung in Deutschland
Ab dem 6. Dezember 1986 wurde die Serie Miami Vice am Samstagabend gegen 21:45 Uhr im Programm der ARD in Deutschland erstmals ausgestrahlt, ab der zweiten Folge lief die Serie immer am Dienstag. Zu Beginn der 1990er-Jahre lief die Serie auch in einigen Dritten Programmen. Im Vergleich zu den Originalfolgen waren die von der ARD bearbeiteten Folgen um etwa drei Minuten gekürzt, um sie besser in das Programmschema einzupassen.
1993 sicherte sich der Privatsender RTL die Ausstrahlungsrechte und zeigte die Serie ab dem 17. August 1993 mit Unterbrechungen bis 1997. Da die Serie im Nachmittagsprogramm ausgestrahlt wurde, kürzte man die von der ARD ohnehin schon geschnittenen Episoden teilweise nochmals erheblich, um vor allem Gewaltszenen zu entschärfen.
1998 wurde die Serie von RTL II erneut ausgestrahlt. RTL und RTL II sorgten außerdem dafür, dass von November 1996 bis April 1999 neun Folgen, die bisher nicht deutsch synchronisiert worden waren, erstmals in Deutschland ausgestrahlt wurden. Diese Episoden wurden dabei nicht gekürzt und sind daher um einige Minuten länger als die restlichen deutschen Fassungen. Es handelt sich um die Folgen: Kampf der Veteranen, Cuba Libre, Eine Frage der Ehre, Ein Mann geht seinen Weg, Helden der Revolution, Das große Auftauen, Verlorene Zeit, Das Gefängnis in mir und Schatten der Vergangenheit. Für die Synchronisation wurden die ursprünglichen Sprecher überwiegend beibehalten. Eine Ausnahme stellt die Stimme von Edward James Olmos dar, da Peter Aust Anfang 1996 verstorben war. Er wurde durch Friedrich G. Beckhaus ersetzt.
Danach war die Serie acht Jahre lang nicht mehr im frei empfangbaren Fernsehen zu sehen. Nur der Pay-TV-Sender 13th Street strahlte die Serie zu Beginn des neuen Jahrtausends aus. Seit 2006 wird die Serie regelmäßig auf verschiedenen Fernsehsendern wiederholt.

## Synchronisation
Noch vor der TV-Premiere wurden sieben VHS-Kassetten veröffentlicht, in denen Folgen aus den ersten drei Staffeln enthalten waren. Sowohl diese Fassung von 1985, als auch die Fernsehfassung von 1986 entstand im Auftrag der Alster Studios in Hamburg, für die Dialogregie war Wilfried Freitag verantwortlich. Manche Passagen wurden direkt von der VHS übernommen. Die Kassetten enthalten zum Teil andere Musikeinspielungen. Einige Folgen, die für die TV-Ausstrahlung geschnitten wurden, wurden für eine ungeschnittene Fassung neu synchronisiert. Diese Fassung entstand bei FFS Film- & Fernseh-Synchron unter der Dialogregie von Peter Stein.
| Rolle                                                                                 | Darsteller            | Synchronsprecher (VHS 1985)                 | Synchronsprecher (TV 1986)                                   | Synchronsprecher (DVD 2004)   |
| ------------------------------------------------------------------------------------- | --------------------- | ------------------------------------------- | ------------------------------------------------------------ | ----------------------------- |
| James „Sonny“ Crockett                                                                | Don Johnson           | Reent Reins                                 | Reent Reins                                                  | Reent Reins                   |
| Ricardo „Rico“ Tubbs                                                                  | Philip Michael Thomas | Lutz Mackensy                               | Lutz Mackensy                                                | Ekkehardt Belle               |
| Lt. Martin Castillo                                                                   | Edward James Olmos    | Dieter Ohlendiek                            | Peter Aust (ARD) Friedrich G. Beckhaus (RTL II)              | Reinhard Brock                |
| Gina Navarro Calabrese                                                                | Saundra Santiago      | Astrid Kollex Monika Barth                  | Monika Barth                                                 | Julia Haacke                  |
| Trudy Joplin                                                                          | Olivia Brown          | Angela Stresemann                           | Angela Stresemann                                            | Ulrike Jenni                  |
| Stanley Switek                                                                        | Michael Talbott       | Edgar Hoppe Henry König                     | Henry König                                                  | Claus Brockmeyer              |
| Larry Zito (Staffel 1–3)                                                              | John Diehl            | Edgar Hoppe Peter Lakenmacher Michael Grimm | Edgar Hoppe                                                  | Ole Pfennig                   |
| Lt. Lou Rodriguez (Staffel 1 Folgen 1–4)                                              | Gregory Sierra        | Horst Stark                                 | Horst Stark                                                  | Walter von Hauff              |
| Caitlin Davies-Crockett (Staffel 4)                                                   | Sheena Easton         |                                             | Marion Elskis                                                |                               |
| Izzy Moreno / Trini DeSoto                                                            | Martin Ferrero        | Balduin Baas                                | Wilfried Freitag (ARD) Gerald Schaale (RTL II – Izzy Moreno) | Jörg Stuttmann (Trini DeSoto) |
| Neville „Noogie“ Lamont (hauptsächlich Staffel 1, je ein Auftritt in Staffel 2 und 4) | Charlie Barnett       | Gerhard Marcel Peter Kirchberger            | Peter Kirchberger (ARD) Asad Schwarz (RTL II)                |                               |
| Caroline Crockett                                                                     | Belinda Montgomery    | Heidi Schaffrath                            | Heidi Schaffrath                                             | Simone Brahmann               |
| Valerie Gordon                                                                        | Pam Grier             | Astrid Kollex                               | Astrid Kollex                                                |                               |
| Albert Lombard                                                                        | Dennis Farina         |                                             | Dieter B. Gerlach                                            |                               |

## Hintergrundinformation

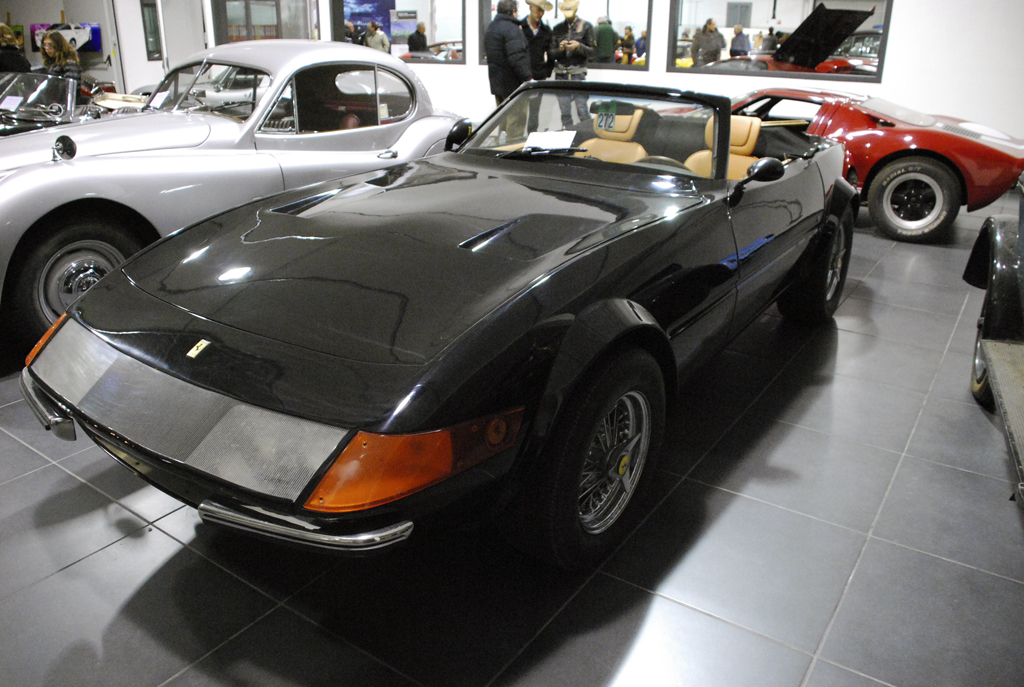
Ferrari 365 Daytona Spider Corvette „Miami Vice“ von McBurnie Coachcraft

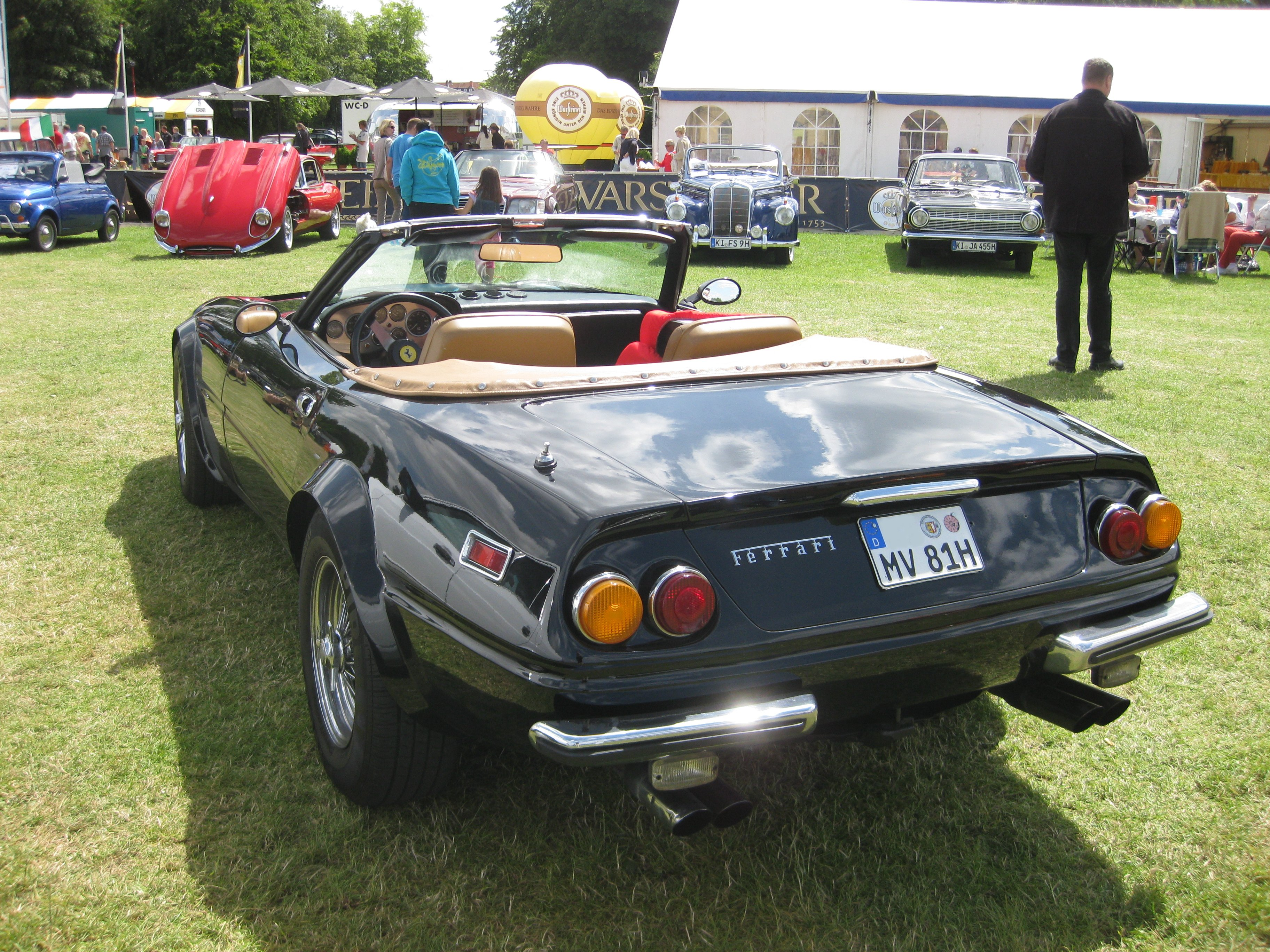
Heckansicht einer von fünf seinerzeitigen Repliken aus der TV-Serie

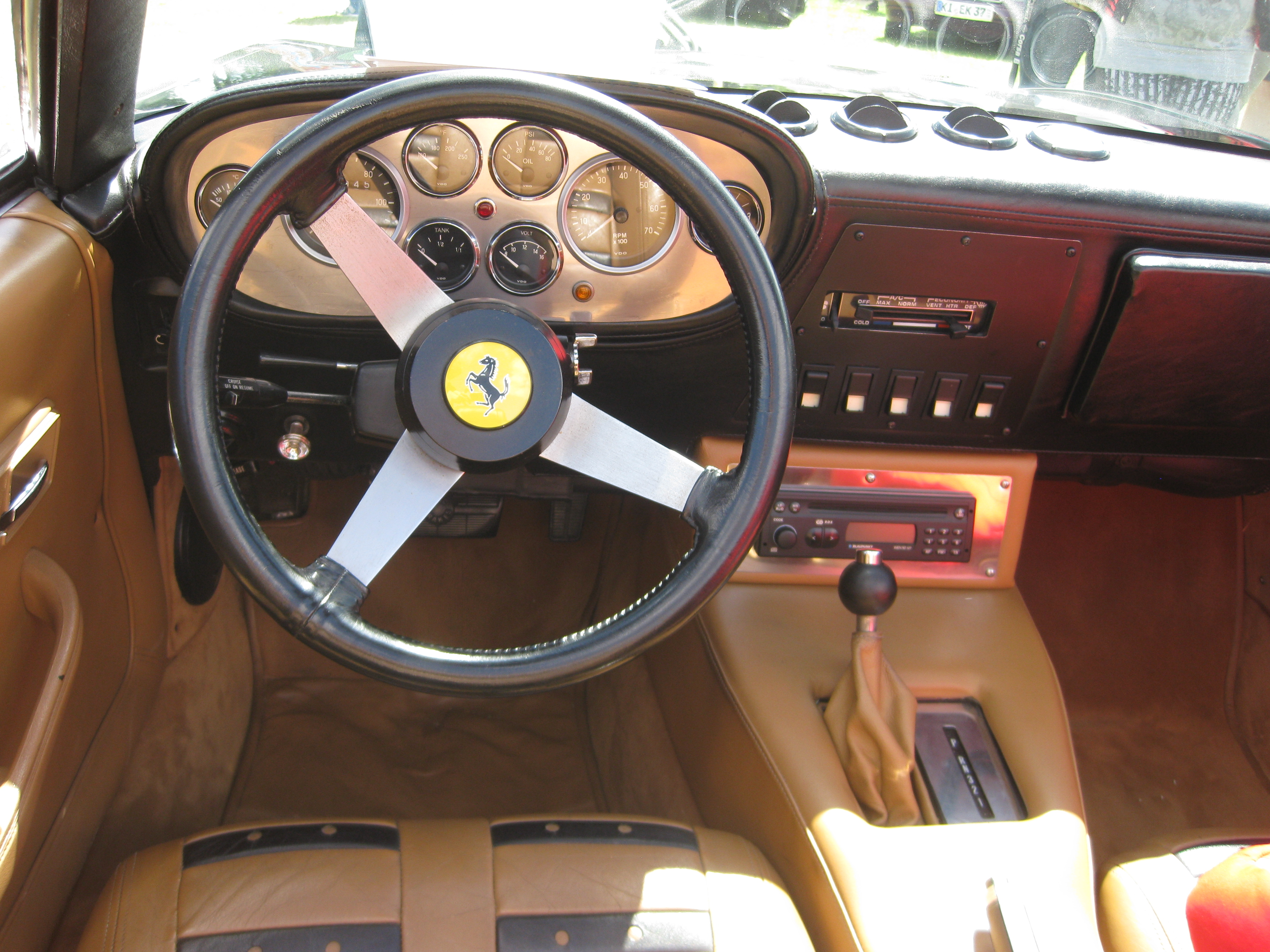
Blick in das originale Cockpit einer von fünf seinerzeitigen Repliken aus der TV-Serie

Der bis zur zweiten Staffel eingesetzte Ferrari 365 GTS/4 „Daytona Spider“ war lediglich eine Replik, der wie viele dieser Fahrzeuge auf einer 1980er Jahre Corvette basierte, von McBurnie Coachcraft gebaut und mit einem 250-PS-Motor ausgerüstet wurde. Lediglich im Pilotfilm ist kurz ein originaler Daytona zu sehen (z. B. zu erkennen an den Dreiecksfenstern, die die Replik nicht hat). Dieser soll durch die Produktionsfirma von einem örtlichen Arzt angemietet worden sein, der ihn jedoch aufgrund eines teuren Schadens während der Dreharbeiten nicht weiter zur Verfügung stellte.
Die Daytona-Replik wurde in der ersten Folge der dritten Staffel gesprengt; angeblich auf Veranlassung Ferraris, die Firma soll sich an der aufgrund der TV-Serie gestiegenen Popularität des Repliken-Bausatzes gestört haben (tatsächlich reichte Ferrari gegen den Hersteller des Bausatzes auf Grundlage des Urheberrechts eine Klage ein, um den weiteren Verkauf zu unterbinden). Stattdessen stellte Ferrari North America zwei schwarze Testarossa, Modell 1984 mit 390 PS zur Verfügung, sie sind ab der Folge „Liebe und Tod“ der dritten Staffel zu sehen. Um bei Nachtaufnahmen besser zur Geltung zu kommen, wurden sie jedoch weiß umlackiert. Für Stunts wurde eine originale Testarossa-Karosserie auf dem Chassis eines 1972er De Tomaso Pantera benutzt, in Filmaufnahmen zu erkennen unter anderem an den Rädern mit geringer Einpresstiefe (z. B. in der 3. Staffel in Folge 13 "Am Boden (2)", orig.: "Down For The Count (2)", oder in Folge 22 "Ein Mann geht seinen Weg", orig.: "Viking Bikers From Hell").

## Kinofilm
2006 erschien ein Remake von Miami Vice als Kinofilm. Die Hauptrollen spielten Colin Farrell und Jamie Foxx. Der deutsche Kinostart war am 24. August 2006. Regie führte Michael Mann, der auch das Drehbuch dazu geschrieben hat.

## Veröffentlichungen

### DVDs
Nachdem eine DVD-Veröffentlichung lange Zeit an der komplizierten Rechteverteilung der in der Serie zahlreich verwendeten Musiktitel gescheitert war, erfolgte die Veröffentlichung der ersten Staffel in Deutschland (RC2) schließlich am 20. Oktober 2005 (RC1 in USA: 8. Februar 2005, Folgen ungeschnitten). Zuvor war bereits eine so genannte „Definitive Collection“ mit einer Auswahl verschiedener Folgen erschienen.
Auf DVD liegen einige Folgen in Deutschland mit der „Definitive Collection“ erstmals in ungeschnittener Version vor, allerdings wurden diese Folgen neu synchronisiert und auch teilweise inhaltlich verändert. Das wurde von zahlreichen Fans der Serie stark kritisiert. Bei der ersten Staffelbox behielt man die ursprüngliche Synchronisation bei – um den Preis, dass die im Rahmen der früheren Fernsehausstrahlung herausgeschnittenen Szenen nicht ergänzt wurden.
Im Dezember 2005 erschien die zweite Staffel der Serie in den USA auf DVD (RC1), in Deutschland (RC2) am 10. August 2006. Die dritte Staffel der Serie erschien am 23. August 2007 und die vierte Staffel am 18. Oktober 2007. Die fünfte und letzte Staffel der Serie erschien am 20. März 2008.
Im November 2020 erschien die überarbeitete Complete Ultimate Collection auf Blu-ray auf dem deutschen Markt. Dabei wurden zum ersten Mal die von ARD geschnittenen Szenen wieder eingefügt. Weiter wurden die Synchronfassungen mit selten gezeigten deutschen Dialogen rekonstruiert. Somit ist erstmals die vom Regisseur ursprünglich gedachte Version auch im deutschen Raum zu sehen.

### Computerspiele
Für den Commodore 64, Sinclair ZX Spectrum und den Schneider CPC erschien 1986 das Computerspiel zur Serie Miami Vice.
Auch für PC, Xbox, PlayStation 2 und PlayStation Portable wurden Computerspiele entwickelt und auf den Markt gebracht.
Die Spiele Grand Theft Auto: Vice City und Grand Theft Auto: Vice City Stories, die in den 1980er Jahren spielen, lehnen sich stark an Miami Vice und Scarface an. So leiht Philip Michael Thomas einer Spielfigur seine Stimme. Des Weiteren ist die fiktive Stadt Vice City ein Ebenbild der Metropole Miami, was man an den Hochhäusern, Stränden und der Struktur der Stadt beobachten kann.

### Trivia
Das Lied Biko von Peter Gabriel spielte 1985 eine wichtige Rolle in Am Rande der Hölle (Originaltitel: Evan), der 21. Folge der 1. Staffel von Miami Vice.
Der Song The Rhythm of the Heat von Gabriel wurde in der Eröffnungsszene von Evan verwendet.
Insgesamt wurden fünf Songs von Gabriels Album So in Miami Vice verwendet. Das waren Red Rain in der 2. Folge der 3. Staffel mit dem Titel Stones Krieg (Originaltitel: Stone’s War), Mercy Street in der 3. Folge der 3. Staffel mit dem Titel Blutsbande (Originaltitel: Killshot), Sledgehammer in der 8. Folge der 3. Staffel mit dem Titel Goldmacher (Originaltitel: Better Living Through Chemistry), We Do What We’re Told (Milgram’s 37) in der 11. Folge der 3. Staffel mit dem Titel Und vergib uns unsere Schuld (Originaltitel: Forgive Us Our Debts) sowie ein weiteres Mal in der 21. Folge der 4. Staffel mit dem Titel Der Mann aus der Todeszelle (Originaltitel: Deliver Us From Evil) und Don’t Give Up in der 2. Folge der 5. Staffel mit dem Titel Der Gangster – Teil 2 (Originaltitel: Redemption In Blood). Das macht So zu einem der am stärksten vertretenen Alben der gesamten Serie.